# PCB-Verschmutzung der Krupa
Die PCB-Verschmutzung der Krupa wurde entdeckt, als man die Quelle des süd-slowenischen Flusses Krupa auf ihre Eignung zur Trinkwassergewinnung für die Bela krajina („Weiße Mark“) untersuchte. Die Entdeckung der massiven Verschmutzung war ein Schock für die damalige slowenische Bevölkerung und löste einen großen Skandal im damaligen Jugoslawien aus. Der Fluss steht seit 1997 unter Naturschutz. Nach 2,5 km mündet die Krupa in der Nähe von Gradac und Primostek in die Lahinja. Über die Kolpa und die Save gelangt das Wasser bei Belgrad schließlich in die Donau. Noch heute ist die Belastung durch PCB (Polychlorierte Biphenyle) hoch und kann in Bodenproben, Fischen, im Wasser und in Haustieren nachgewiesen werden.

## Produktion von Kondensatoren
Die Firma Iskra Kondenzatorji stellte 1960 in Semič eine Fabrik zur Produktion von Kondensatoren und Transformatoren fertig. Dafür wurden ab 1962 PCB-haltige Flüssigkeiten als Dielektrika eingesetzt. Solche Kondensatoren wurden beispielsweise in Waschmaschinen der Marke Gorenje verbaut. Konkret verwendet wurden bis zum Jahre 1970 die Askarele Clophen A-50 und A-30 der Bayer AG mit 30 bzw. 50 % Chloranteil und von 1970 bis 1985 Pyralen 1500 von Prodelec aus Lausanne mit 42 % Chloranteil. Insgesamt wurden von Iskra zwischen 1962 und 1985 etwa 3,7 Millionen kg verbraucht. Dabei entstand ein Abfallanteil von 8 bis 9 % als Kondensatoren und anderen Abfallformen. Bis zum Jahre 1974 wurden 130.000 kg Abfall (davon 70.000 kg reine PCB) unrechtmäßig in verschiedenen Karstdolinen, illegalen Deponien usw. innerhalb einer Entfernung von 5 km rund um Semič gelagert. PCB-Abfälle wurden entsprechend den damals geltenden jugoslawischen Gesetzen wie normaler Abfall gehandhabt. Nach 1975 wurden ca. 170.000 bis 172.000 kg gesammelt und zur Verarbeitung gesammelt einmal im Jahr nach Frankreich zurückgeschickt. Was mit den Abfällen dort geschah weiß man nicht genau. Möglicherweise wurden diese verbrannt und die Rückstände im Meer verklappt. Für jeden Abtransport musste Iskra an Prodelec umgerechnet zwischen 30.000 und 50.000 US-$ bezahlen. Jedoch wurden kleinere Abfallkondensatoren weiterhin unkontrolliert lokal entsorgt. Der Bericht National Implementation Plan for the Management of Persistent Organic Pollutants in the Period 2009–2013 der slowenischen Regierung spricht im Gegensatz dazu von 246,1 Tonnen für denselben Zeitraum (1962 bis Februar 1985). Davon seien 6,2 Tonnen verkauft worden und 169,1 Tonnen nach Frankreich exportiert und verbrannt worden. Im Gebiet von Semič seien Emissionen in Höhe von 70,0 Tonnen durch unsachgemäßes Vergraben freigesetzt worden.

## Zufällige Entdeckung der PCB-Verschmutzung

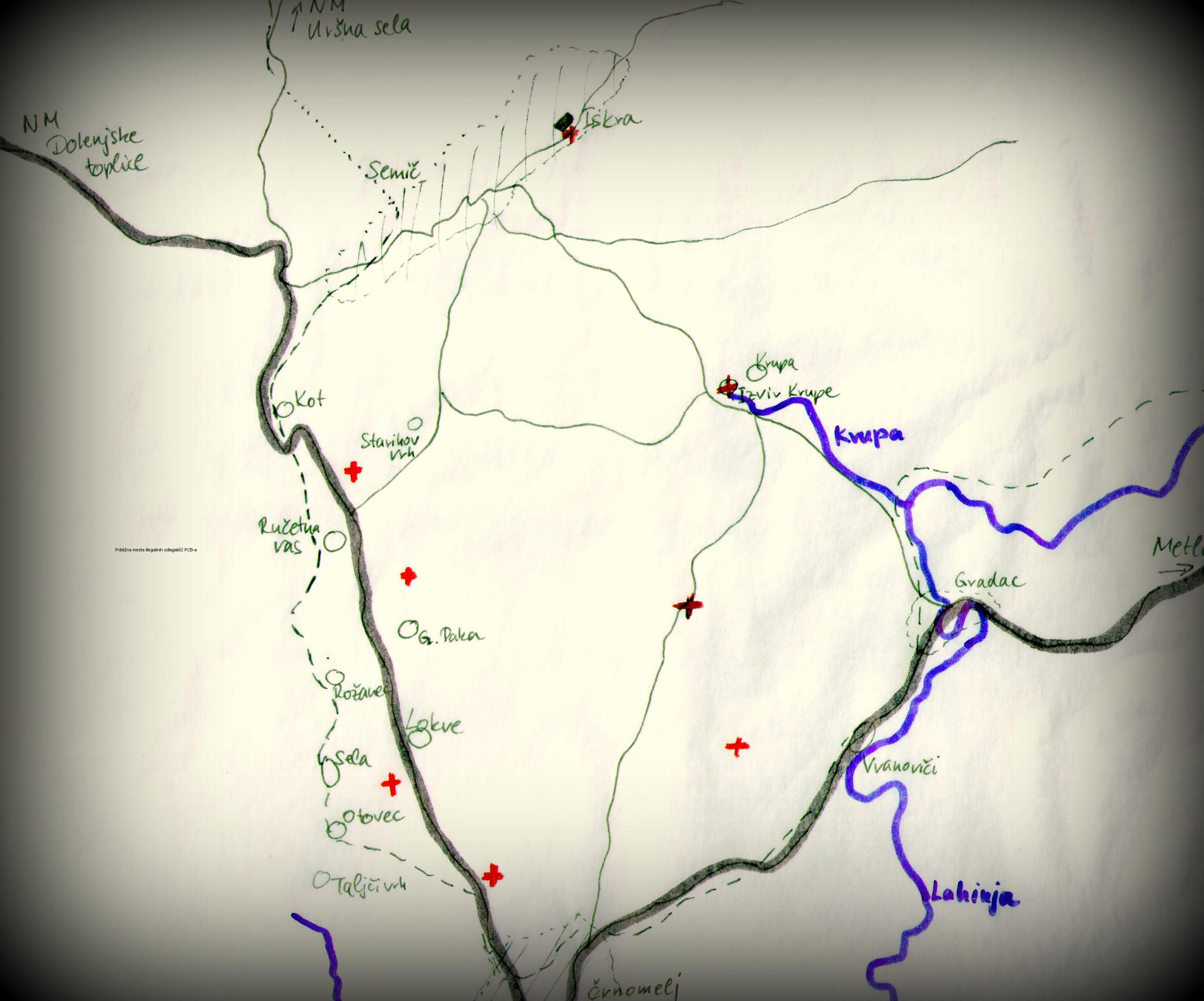
Ungefähre Lage der ursprünglichen PCB-Deponien in der Bela krajina

Im Herbst des Jahres 1983 waren schon alle Vorbereitungen getroffen worden, um die Quelle der Krupa für die Trinkwasserversorgung der Bela krajina zu nutzen, wo nur etwa die Hälfte der Bevölkerung an die öffentliche Trinkwasserversorgung angeschlossen war. Grundlage dafür war eine Studie aus dem Jahre 1972. Bis 1983 wurden verschiedene weitere Untersuchungen durchgeführt, Pläne erstellt, notwendige Zustimmungen eingeholt und die Grundstücke abgekauft. Untersuchungen vom Gesundheitsamt Maribor mittels Gaschromatographie im Jahr 1983 zeigten eine Konzentration von Polychlorierte Biphenylen im Wasser, welche die von der WHO bzw. der US-amerikanischen FDA erlaubten Grenzwerte um das 300 bis 400-fache überschritten (Der Mittelwert in Wasser betrug 0,3 μg/l, im Vergleich hierzu betrug der Grenzwert der FDA = 0,001 μg/l). In Folge wurden Kontaminationen in der Luft, in Sedimenten, in Nahrungsmitteln sowie in tierischem und menschlichem Gewebe festgestellt. Über die Nahrungskette sollen die Bewohner von sechs nahegelegenen Ortschaften täglich 3,6 mg PCB aufgenommen haben. Die PCB-Belastung war besonders hoch im Fluss Krupa, der sich etwa 3 km entfernt von der Iskra-Fabrik befindet.
Die gemessenen hohen Konzentrationen an Polychlorierte Biphenylen (PCB) deuteten auf unsachgemäß gelagerte Abfälle der Firma Iskra aus Semič hin. Nach Aufdeckung der Verseuchung beging der Direktor der Fabrik in Semič angeblich Selbstmord.
Es wurde berichtet, dass die Bewohnerin der Mühle unterhalb der Quelle der Krupa bei einem Hochwasser den charakteristischen Geruch von Chlophen bzw. Pyralen wiedererkannt hat, da sie viele Jahre im Labor der Firma Iskra diese Stoffe untersucht hatte.
Besonders problematisch ist die Tatsache, da es sich bei dem betroffenen Gebiet um eine Karstlandschaft handelt. Um die Quelle herum wurden Warnschilder aufgestellt, die vor dem Baden, Fischen und Trinken des Wassers warnten.

## Belastung und weitere Untersuchungen
Nach der Produktionseinstellung von PCB-haltigen Kondensatoren im Jahre 1985 wurde festgestellt, dass etwa 6000 Kubikmeter mit PCB kontaminierte Böden entseucht werden müssen. Im darauffolgenden Jahr wurde ein wasserdichter Betonsarkophag zur Lagerung dieses Bodens gebaut. Seit 1984 wird ein Monitoringprogramm ausgeführt. Zuständig ist die slowenische Umweltagentur, die dem Ministerium für Umwelt und Raumplanung untersteht.

### Bericht der EU
In einem Endbericht der EU aus dem Jahre 1994, in dem die PCB- und Dioxinbelastung von Umwelt und Menschen in den Beitrittsländern untersucht wurde, wird eine Gesamt-PCB-Belastung von 26–35 ng/l Wasser für den Mittellauf der Krupa angegeben. Weiterhin wird für das Jahr 1991 ein Gesamt-PCB-Gehalt im Sediment von 15.000 μg/g Trockenmasse an der Quelle angegeben, an der Flussmündung betrug er noch 0,63 μg/g Trockenmasse. Die Belastung der Quelle ist der höchste in diesem Bericht genannte Wert und um den Faktor fünf größer als der zweithöchste Wert, der im Abwasserkanal einer Fabrik am Zemplínska šírava in der Slowakei gemessen worden ist. Zum Vergleich beträgt der höchste aufgeführte PCB-Gehalt von Flusssediment in Deutschland 0,836 µg/g Trockenmasse (Elbe, Schmilka, km 4.1). Daher wird die Krupa in diesem Bericht als „hot spot“ deklariert und der dortige Verschmutzungsgrad als „extrem“ bezeichnet. Die Angaben über die PCB-Kontamination von Fischen stimmen größenordnungsmäßig mit den Angaben der Zeitung Novi list überein: Für den Zeitraum 1984 bis 1995 wurden jeweils zwei Fische ohne Angabe der Art an der Quelle, am Mittellauf und an der Flussmündung untersucht. Es wurde eine PCB-Kontamination von 116–118 µg/g Fettgewebe für die an der Quelle gefangenen Fische ermittelt. Für die anderen Fische wurden Werte von 0,32–3,3 µg/g Fettgewebe bestimmt. Für das Jahr 1991 wurden an 12 Fischen (keine Angabe der Art), die an der Quelle gefangen worden sind, Werte von 7,2–177 µg/g Fett angegeben. Die Belastung der Fische aus dem Mittellauf (18 Fische ohne Angabe der Art mit 0,97–77 µg/g Fett) sowie an der Flussmündung (18 Fische ohne Angabe der Art mit 0,21–5,8 µg/g Fett) war geringer.
Laut einer Untersuchung aus dem Jahre 2000 der umweltwissenschaftlichen Abteilung des Jožef Štefan Institutes in Ljubljana ist die Belastung durch PCB mittlerweile auf rund 1/10 des Wertes bei der Entdeckung im Jahre 1984 gesunken. Jedoch wird in diesem Bericht auch betont, dass das Problem der Verschmutzung aufgrund der Karstlandschaft und der Vermischung von Oberflächengewässern mit dem regionalen Grundwasser besonders drängend ist.

### Berichterstattung in der kroatischen Presse
Da die Krupa sich nach kurzer Strecke in die Lahinja ergießt und diese wiederum in die Kolpa mündet, ist im weiteren Verlauf (ab der slow. Ortschaft Primostek) folglich auch die Kolpa mit PCB belastet. Im November 2012 berichtete die kroatische Zeitung Novi list über neue Untersuchungen an Flusswelsen, die vom Gesundheitsamt in Zagreb durchgeführt worden sind. Darin wurde die weiterhin sehr hohe Belastung der Natur durch PCB bestätigt. Die Analyse wurde vom Sportfischerverein aus Ozalj in Auftrag gegeben. Bei einem Wels mit 22 kg Lebendgewicht wurde der PCB-Grenzwert um den Faktor 18 überschritten. Es wurden 146,1 mg PCB pro kg Trockenmasse gefunden. Die Belastung von Milch aus Semič mit PCB beträgt etwa das Doppelte von normaler Milch und die von Hühnerfleisch ist etwa siebenmal so hoch wie normal. Aufgrund von Analysen des onkologischen Institutes in Ljubljana ist das Risiko für Frauen aus Semič, an Gallenkrebs zu erkranken 4,3 mal höher als sonst. Auch ist das Auftreten von Dickdarmkrebs, Lungenkrebs, Gebärmutterkrebs sowie Leberkrebs in diesem Gebiet viel höher als im restlichen Slowenien. Die Angaben über den Verbrauch von PCB (3.443.000 kg) und der nach Frankreich gelieferten Abfallmenge (169.000 kg) decken sich weitestgehend mit den Angaben des Jožef Štefan Institutes. Abweichungen bzw. zusätzliche Angaben werden über die Menge gemacht, die nach dem Produktionsverbot im Jahre 1983 übriggeblieben sein sollen. Die kroatische Zeitung berichtet davon, dass 246.000 kg unverarbeitet übrig geblieben seien. Davon wären 6200 kg verkauft und 169.000 kg nach Frankreich geliefert worden. Der Rest (70.800 kg) soll über ein Jahr lang in der Fabrik gelagert worden sein. Dadurch seien 27.000 kg durch Verdunstung in die Atmosphäre abgegeben worden. Der verbliebene Rest (43.800 kg) wäre im beschriebenen Betonsarkophag gelagert worden. Dieser sei laut Zeugenaussagen aber durchlässig, so dass über 13.000 kg ins Erdreich versickert sind und die Umwelt vergiftet haben.
Mit der Zeit sank der Verschmutzungsgrad durch Auswaschung und Verdünnung. Jedoch sind fleischfressende Fische, die sich vorwiegend in Bodennähe von Flüssen (beispielsweise Welse) aufhalten, aufgrund der Ablagerung von PCB im Sediment besonders hoch kontaminiert. Aufgrund natürlicher Wanderungsbewegungen sind kontaminierte Fische auch in der Lahinja und Kolpa zu finden. Die Belastung von Fischen in der Lahinja wird als 153-fach, die von Fischen in der Krupa als 113- bis zu 1674-fach so hoch wie der Grenzwert angegeben. Diese Werte wurden an vier bis fünf Jahre alten Forellen festgestellt, die an der Quelle der Krupa gefangen wurden.
Laut der Zagreber Studie nimmt ein Erwachsener durch das Essen von drei Eiern, eines halben Kilogrammes Hühnerfleisches und 1,4 Liter Milch pro Woche etwa zwei- bis dreimal so viel PCB auf, wie durch den Grenzwert erlaubt ist. Beim Konsum von 100 g Fisch aus der Krupa würde er 499-mal mehr PCB aufnehmen, als durch den Grenzwert erlaubt sind.
Weiterhin ist laut dieser Studie das Flusswasser der Krupa in relativ gutem Zustand. Regelmäßige Untersuchungen durch öffentliche Einrichtungen wurden in Kroatien bislang jedoch nicht durchgeführt. Solche Untersuchungen gab es sporadisch nur auf Veranlassung von Anglern und Fischern. Untersuchungen gab es im Oktober des Jahres 1995 und danach erst wieder im Jahre 2006, als man in einem Wels von 20 kg Gewicht, der bei Bubnarci gefangen wurde, 54,4 mg PCB pro kg Trockenmasse fand und in einem Wels von 30 kg Gewicht, der bei Levkušje gefangen wurde, 26,7 mg. Zu gleichen Ergebnissen kam man zwei Jahre später (Wels mit 10,3 kg Gewicht, bei Ozalj gefangen, 33,1 mg PCB pro kg). Bei einem Wels, der in der Kolpa im August 2008 bei Petrinja gefangen wurde, fand man eine PCB-Konzentration von 28,3 mg/kg.

### Bericht der slowenischen Regierung
Die slowenische Regierung hat im Rahmen der Stockholmer Konvention im Bericht National Implementation Plan for the Management of Persistent Organic Pollutants in the Period 2009 – 2013 vom Juli 2009 auch die Situation von PCB in Slowenien analysiert. Darin wird besonders die Problematik der PCB-Verschmutzung in der Bela krajina beleuchtet. Heutzutage soll es laut Bericht keine erhöhten PCB-Werte mehr in der Luft, im Erdboden oder in landwirtschaftlichen Produkten geben, außer gelegentlich bei Wassernotfallsituationen (vermutlich ist damit Hochwasser gemeint), bei denen der Fluss Krupa immer noch PCB enthalten soll. Im Bericht wird aber mehrmals darauf hingewiesen, dass solche Fälle zwar selten auftreten, aber in gleichem Maße unvorhersehbar sind. Gerade die Unvorhersehbarkeit verhindert, dass die eingeführten Sicherheitsmaßnahmen im verschmutzen Gebiet aufgehoben werden können. Explizit wird darauf hingewiesen, dass, obwohl die durchschnittliche PCB-Belastung des Flusswassers in den Jahren 1995–2002 stetig zurückging (eine Grafik im Bericht zeigt hierzu eine ungefähr hyperbolische Kurve), es gelegentlich „relativ starke Anstiege der PCB-Kontamination aufgrund einer unbekannten unterirdischen Kontaminationszone“ gebe. Es wird behauptet, dass die Dynamik des Verschmutzungsrückganges mittels eines Modelles mit einer Wahrscheinlichkeit von größer als 90 % vorhergesagt werden kann und auch die Wirksamkeit der Abhilfemaßnahmen überprüft werden kann.
Es ist besorgniserregend, dass in diesem Bericht mehrmals an verschiedenen Stellen auf Mängel bzw. das Fehlen von Daten und systematischen Untersuchungen hingewiesen wird. Einerseits wird zwar betont, dass die Gesundheit der slowenischen Bevölkerung entsprechend der gegenwärtig geltenden medizinischen Lehrmeinung nicht unmittelbar gefährdet sei, insofern die bestehenden Kontrollen durchgeführt und die Maßnahmen und Grenzwerte beachtet werden. Zugleich wird aber auch darauf hingewiesen, dass es keine ausreichenden Daten über das betroffene verschmutzte Gebiet in Semič gibt. Weiterhin wird ausgeführt, dass es keine systematischen und international vergleichbare Daten über die Menge von PCB in Muttermilch gibt. Zudem fehlen in Slowenien systematische Untersuchungen zu Zusammenhängen zwischen Umweltverschmutzung und Gesundheit der Bevölkerung. Es gibt nur Analysen von Nahrungsmittelproben innerhalb von Lebensmittelkontrollen. Bislang fehlen auch die von der Stockholmer Konvention geforderten sozio-ökonomischen Untersuchungen.
Im Bericht werden die Emissionsquellen von PCB der Firma Iskra Semič angeführt. Dabei wird auch erwähnt, dass PCB-Abfälle auch in bzw. in der Nähe von Roma-Siedlungen vergraben wurden.
Laut dem Bericht wurden im Zeitraum 1982–1986 folgende PCB-Belastungen (Maximalwerte) in der Nähe des Krupa-Flusses bzw. im Fluss selber gemessen:
Luft: 1–10 μg/m3, Wasser: 100–1000 ng/dm3, Sedimente: 10–800 mg/kg, Erdboden: 10–100 μg/kg, Milch: 1–5 mg/kg, Eier: 1–10 mg/kg, Fisch: 1–200 mg/kg, Geflügel: 1–20 mg/kg, menschliches Fettgewebe: 1–10 mg/kg.
Die PCB-Konzentration der Quelle der Krupa betrug in den Jahren 1990 bis 2001 maximal 165 ng/L.